# Paris–Angers
Paris–Angers war eine Radsportveranstaltung in Frankreich. Es war ein Straßenrennen, das als Eintagesrennen ausgetragen wurde und fand von 1923 bis 1939 statt.

## Geschichte
Paris–Angers wurde 1923 begründet und wurde mit Unterbrechungen bis 1939 veranstaltet. Der Kurs führte von der französischen Hauptstadt Paris in das westliche Frankreich nach Angers im Départements Maine-et-Loire.
Das Rennen hatte zehn Austragungen und fand für Berufsfahrer statt.

## Palmarès
| Jahr      | Land              | Name                 |
| --------- | ----------------- | -------------------- |
| 1923      | Frankreich        | Marcel Godard        |
| 1924      | Frankreich        | Jean Hillarion       |
| 1925      | Frankreich        | Robert Gerbaud       |
| 1926      | Belgien           | Albert Dejonghe      |
| 1927–1931 | nicht ausgetragen | nicht ausgetragen    |
| 1932      | Frankreich        | Jean Bidot           |
| 1933      | Frankreich        | Roger Lapébie        |
| 1934      | Frankreich        | André Vanderdonckt   |
| 1935      | Frankreich        | Georges Speicher     |
| 1936      | Belgien           | Philémon De Meersman |
| 1937      | Frankreich        | Benoît Faure         |
| 1938      | Frankreich        | Sylvain Marcaillou   |
| 1939      | Frankreich        | Paul Maye            |